# 1415 Malautra
1415 Malautra este un asteroid din centura principală, descoperit pe 4 martie 1937, de Louis Boyer.